# Recuva
Recuva (/rɪˈkʌvə/) је програм за враћање обрисаних датотека, развијен од стране компаније Piriform. Може враћати датотеке које су обрисане са унутрашњих и спољашњих меморијских јединица, као што су тврди дискови, USB флеш меморије, меморијске картице, или сви други медији за складиштење са подржаним системом датотека, као што су FAT, exFAT и NTFS на оперативном систему Windows.
У стању је да опорави изгубљену структуру директоријума и аутоматски преименује датотеке када покушава да опорави две датотеке које имају исто име. Од верзије 1.5.3, такође може да опорави датотеке из Ext2, Ext3 и Ext4 система датотека на Линуксу.
Као и код осталих програма за опоравак датотека, Recuva ради тако што тражи податке без референци, али ако је оперативни систем написао нове податке преко избрисане датотеке, опоравак често није могућ.